# Nora Leksir
Nora Leksir épouse Genebrier (née le 13 mai 1974 à Montbéliard) est une athlète française, spécialiste de la marche athlétique.

## Biographie
Nora Leksir remporte six titres de championne de France sur route, trois sur 10 km et trois sur 20 km. Elle s'adjuge par ailleurs trois titres de championne de France en salle sur 3 000 m.
Le 17 juin 2000 à Eisenhüttenstadt, elle établit un nouveau record de France du 20 km marche en 1 h 31 min 15 s. Ce record ne sera battu qu'en 2022 par Clémence Beretta, avec le temps de 1 h 30 min 37 s.
Elle se classe 22e des Jeux olympiques de 2000,.

### Palmarès
- Championnats de France d'athlétisme :
  - vainqueur du 10 km marche en 1994, 1998 et 1999
  - vainqueur du 20 km marche en 1998, 1999 et 2000
- Championnats de France d'athlétisme en salle :
  - vainqueur du 3 000 m marche en 1998, 1999 et 2001

### Records
| Épreuve      | Performance     | Lieu             | Date         |
| ------------ | --------------- | ---------------- | ------------ |
| 20 km marche | 1 h 31 min 15 s | Eisenhüttenstadt | 17 juin 2000 |